# The Edge of Heaven
«The Edge of Heaven» cuya traducción significa «El filo del Cielo» es una canción del dúo pop británico Wham!, Publicado en Epic Records en 1986. Fue escrita por George Michael, la mitad del dúo, y fue promovido de forma anticipada y es el sencillo de despedida de Wham!.

## Historia
Con el deseo manifiesto de George Michael de dirigirse hacia un mercado más adulto, Wham! había anunciado en la primavera de 1986, que tanto él como  Andrew Ridgeley irían por caminos separados después de solo una despedida, junto con un álbum y un concierto. El álbum se llamó The Final y el concierto se celebró en junio de ese mismo año ante 100 000 fanes en el estadio de Wembley, en Londres.
El sencillo es una narración de cinco minutos de la frustración emocional y física dentro de una relación. Musicalmente, es una melodía de pop pulido y optimista que se convirtió, como era de esperar, en el cuarto y último # 1 en el Reino Unido (y el golpe final del éxito en el US Top Ten, alcanzando el puesto # 10) por el equipo del dúo Michael y Ridgeley.
Epic lanzó un disco doble en el Reino Unido, con una versión actualizada de la canción con la que firmaría Wham!, "Wham Rap! (Enjoy What You Do)" en la tapa del disco uno, y dos nuevas canciones - "Battlestations" y un cover de la canción de Was (Not Was) "Where Did Your Heart Go?" - En la tapa del segundo disco."Where Did Your Heart Go?", más tarde recibió una facturación igual y llegó a una posición inferior en el UK Top 40 como resultado.
En los Estados Unidos, "The Edge of Heaven", fue respaldada con una versión en vivo de "Blue" del tour por China de Wham!. "Where Did Your Heart Go?" fue lanzado por separado como el siguiente y cuarto y último sencillo de Music from the Edge of Heaven (la versión corta americana de The Final), y alcanzó el # 50 (después con "Wham Rap '86!").
Dos meses antes, George Michael había conseguido su segundo trabajo en solitario # 1 con "A Different Corner" (que también llegó al número 7 en los Estados Unidos), y estaba de regreso en las listas de éxitos como solista permanente en un plazo de seis meses de "The Edge of Heaven".

## Lista de canciones

### 7": Epic / A FIN 1 (UK)
1. «The Edge of Heaven» (4:37)
2. «Wham Rap '86» (6:33)

### 7": Epic / FIN 1 (UK)
1. «The Edge of Heaven» (4:31)
2. «Wham Rap '86» (6:33)
3. «Battlestations» (5:25)
4. «Where Did Your Heart Go?» (5:43)

- edición limitada paquete doble 7"

### 12": Epic / FIN T1 (UK)
1. «Battlestations» (5:25)
2. «Where Did Your Heart Go?» (5:43)
3. «The Edge of Heaven» (4:31)
4. «Wham Rap '86» (6:33)

## Posicionamiento
| Listas (1986)  | Posición |
| -------------- | -------- |
| Australia      | 2        |
| Austria        | 11       |
| Alemania       | 4        |
| Francia        | 22       |
| Italia         | 3        |
| Holanda        | 1        |
| Noruega        | 2        |
| Suecia         | 10       |
| Suiza          | 4        |
| Reino Unido    | 1        |
| Estados Unidos | 10       |